# Christian Cay Lorenz Hirschfeld

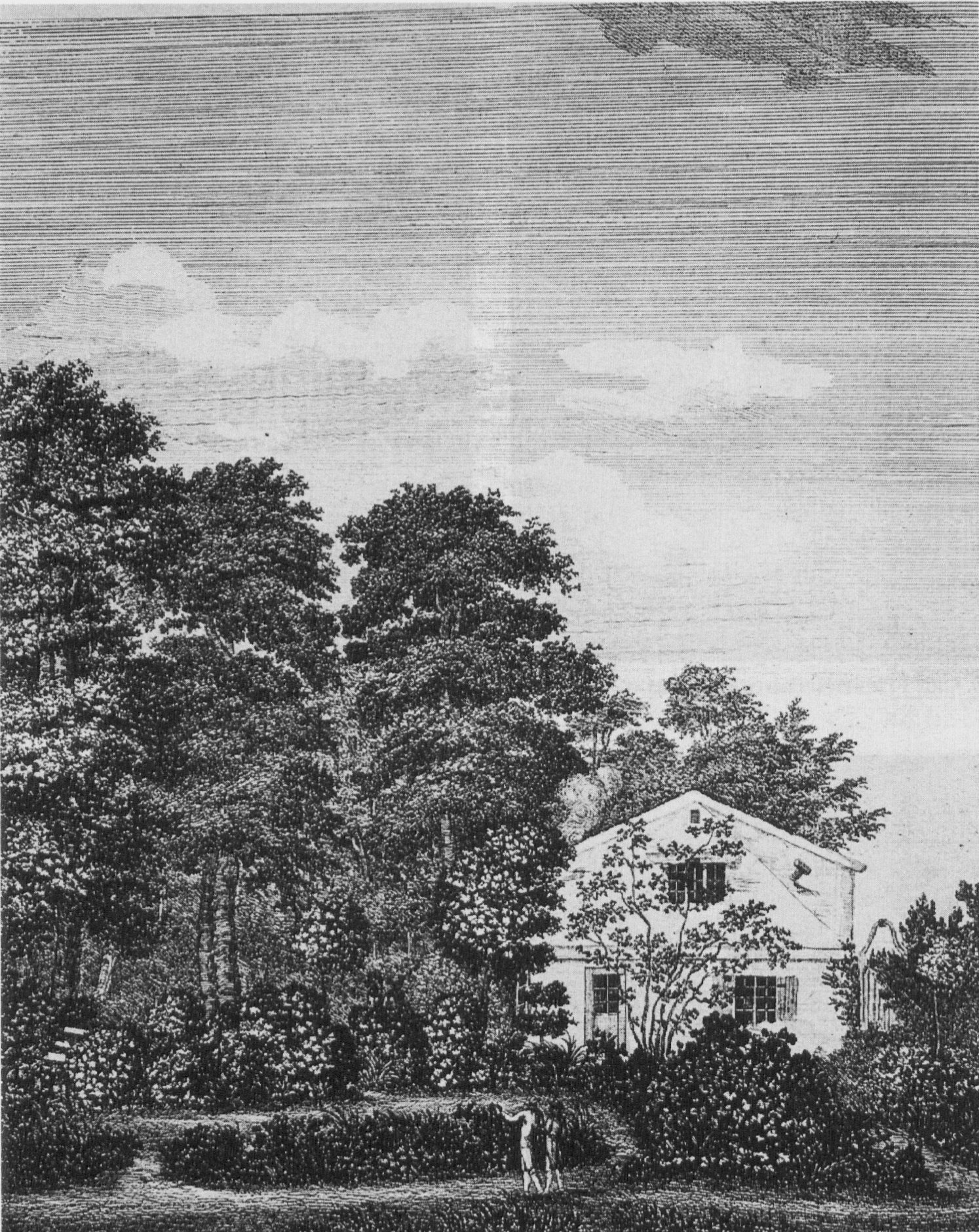
Maison de Hirschfeld à Düsternbrook, gravure de Heinrich August Grosch (1790)

Christian Cay Lorenz Hirschfeld (16 février 1742 - 20 février 1792) est un concepteur allemand de l'art des jardins, de l'époque des Lumières, universitaire en philosophie et en histoire de l'art au service du Danemark, et écrivain remarquable pour plusieurs livres. Il a plaidé pour des jardins romantiques sensibles, dans le style paysager anglais.
Il publie de nombreux articles dans des revues (Nova acta eruditorum) et dirige le Kielische gelehrte Zeitung (journal savant de Kiel) de 1771 à 1778. Il fait illustrer ses œuvres avec des gravures sur cuivre basées sur des dessins d'artistes tels que Brandt, Weinlig, Schuricht et Zingg, souvent gravés par Christian Gottlieb Geyser. L'idée de Hirschfeld des Gartenkalenders est ensuite reprise par Wilhelm Gottlieb Becker dans son Taschenbuch für Gartenfreunde (1795-1799).

## Biographie

### Jeunesse et éducation
Né à Kirchnüchel (Land de Schleswig-Holstein), il est le deuxième fils du pasteur Johann Heinrich Hirschfeld (1700-1754) et de son épouse Margarethe Sibylle (née Reinboth, 1711-1759). Il reçoit son instruction de son père jusqu'à la mort de ce dernier, après quoi il fait ses études à la Fondation Francke de Halle-sur-Saale (en Saxe-Anhalt) de 1756 à 1760, puis étudie la théologie, la philosophie et les « belles sciences » (Schöne Wissenschaften, c'est-à-dire l'histoire de l'art et l'esthétique) jusqu'en 1763.
Frédéric-Auguste Ier d'Oldenbourg, prince-évêque de Lübeck, prend Hirschfeld en 1765 comme tuteur de Wilhelm August (1759-1774) et Peter Friedrich Ludwig (1755-1829), les fils orphelins de Georg Ludwig von Schleswig-Holstein-Gottorf, tous deux pupilles de Frédéric Auguste et de Catherine II. En 1767, après un séjour de deux ans à Berne, Hirschfeld est licencié en raison d'un différend avec Carl Friedrich von Staal, qui est responsable de l'éducation des princes. La même année, le premier livre de Hirschfeld, Landleben, est publié en Suisse. Il séjourne à Leipzig en 1768 et à Hambourg en 1769.

### Universitaire et écrivain
Son premier mariage a lieu en 1771 avec Charlotte Amalie (von) Hausmann (ou Husmann) (1740-1777), fille d'un officier de marine danois. Ils ont une fille unique, Henrietta Georgina Amalia en 1772, décédée à l'âge de deux mois. En 1778, un an après la mort de Charlotte Amalie, il épouse Charlotte Elisabeth Rieck (née von Hein, 1748-1789), fille d'un major d'infanterie. Hirschfeld lui-même meurt à Kiel (Land de Schleswig-Holstein) et y est enterré dans un lieu plus tard connu sous le nom de cimetière Saint-Jürgen (St.-Jürgen-Friedhof). Après sa mort, sa pépinière d'arbres fruitiers est reprise par Johann Jacob Paul Moldenhawer. Sa maison est remplacée par une nouvelle en 1796 et à partir de 1822, le point de vue voisin sur le fjord de Kiel est connu sous le nom de « Bellevue ». Moldenhawer meurt en 1827 et deux ans plus tard, la pépinière est privatisée ; un nouveau restaurant avec un pavillon d'observation est construit en 1846 et la maison démolie en 1869, pour être remplacée par une maison avec hébergement pour la nuit. Peu à peu, les anciennes pépinières sont morcelées et vendues, la dernière restante devenant en 1972 le site d'un hôtel de huit étages.

## Œuvre et rayonnement

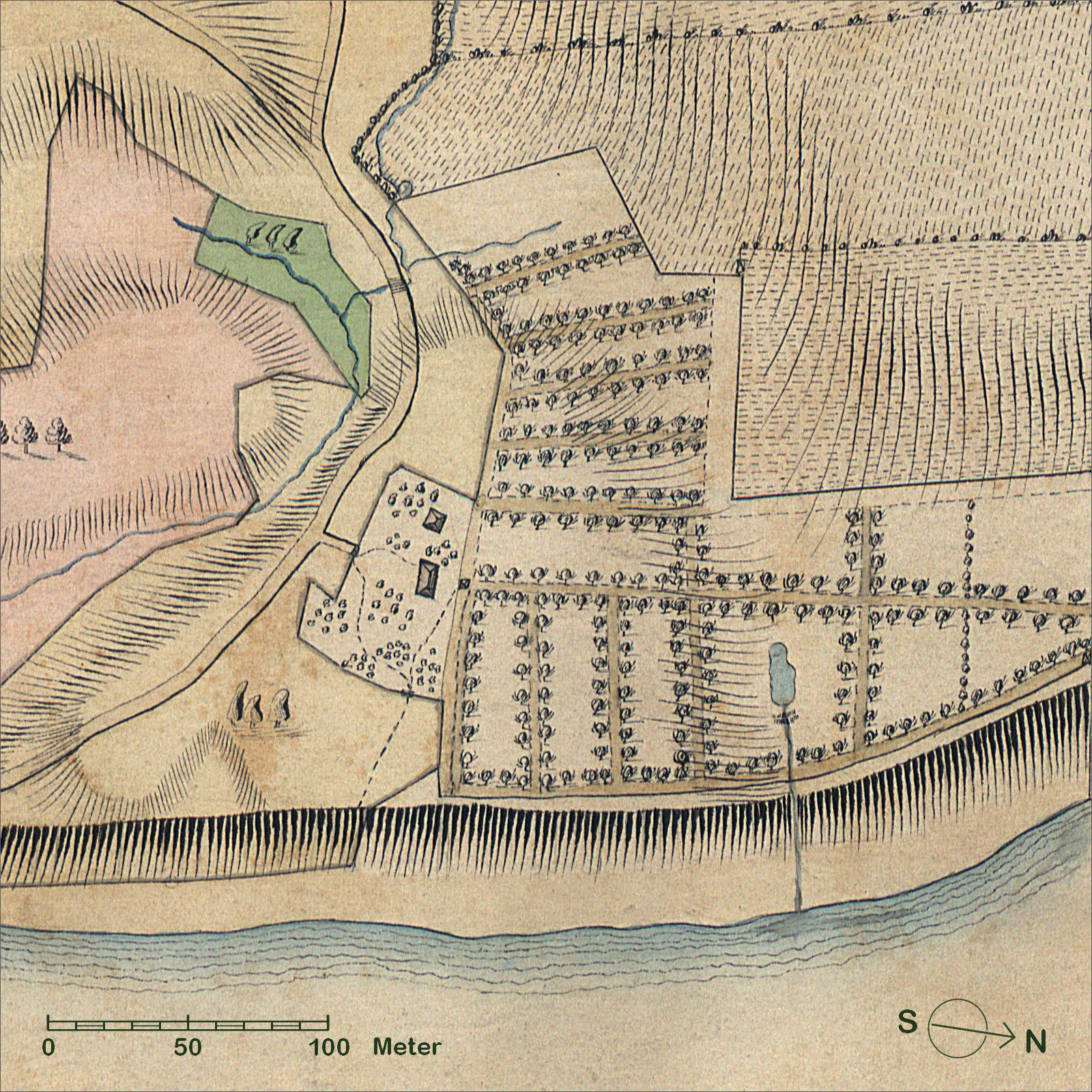
Pépinière d'arbres fruitiers à Kiel-Düsternbrook, détail d'un plan de 1811 de W. Beck, Ausschnitt (Landesarchiv Schleswig-Holstein)

Hirschfeld n'a donné qu'une seule conférence spécifiquement sur le jardinage (sur "hortorum culturam elegantiorem" à l'été 1780) et est principalement connu pour son chef-d'œuvre Theorie der Gartenkunst prônant le jardin paysager à l'anglaise, basé sur Joseph Addison, Thomas Whately et William Chambers et plus connu dans sa traduction française Théorie de l'art des jardins. Contrairement à Friedrich Ludwig Sckell, qui a travaillé en Angleterre pendant plusieurs années et dont les jardins comme celui du château de Schwetzingen en 1777 ont donné le ton en Allemagne, Hirschfeld n'a jamais passé de temps en Angleterre ni conçu de jardin, bien qu'il ait vu un jardin de style anglais à Schierensee près de Kiel en 1779.
Ses idées sur les paysages sensibles ont été façonnées par la campagne de sa jeunesse (connue un siècle plus tard sous le nom de "La Suisse en Holstein" ), ses impressions de Berne et le tracé gracieux du Kieler Förde (en grande partie détruit au XXe siècle). Il a aussi tiré l'idée de considérer les paysages d'un point de vue moralo-philosophique de son contemporain Jean-Jacques Rousseau, qui avait écrit sur un jardin idéal suivant la nature dans sa Julie ou la Nouvelle Héloïse, tandis que l'idée du peintre anglais William Gilpin de considérer les jardins uniquement à travers des critères esthétiques a également été une influence. Le livre de Hirschfeld a transmis l'idée des jardins paysagers anglais sous une forme simplifiée et a contribué à leur diffusion en Allemagne, en Scandinavie et (via des essais d' Andrey Bolotov) en Russie.
En 1785-1786, l'architecte Barnabé Guimard, élève de Jacques-Ange Gabriel (architecte du château de Versailles et du Petit Trianon), construit le château de Wannegem-Lede (près de Gand en Belgique), dont le parc a été créé sur l'inspiration de Hirschfeld. Une pierre commémorative dans le parc le rappelle.

### Mémoriaux

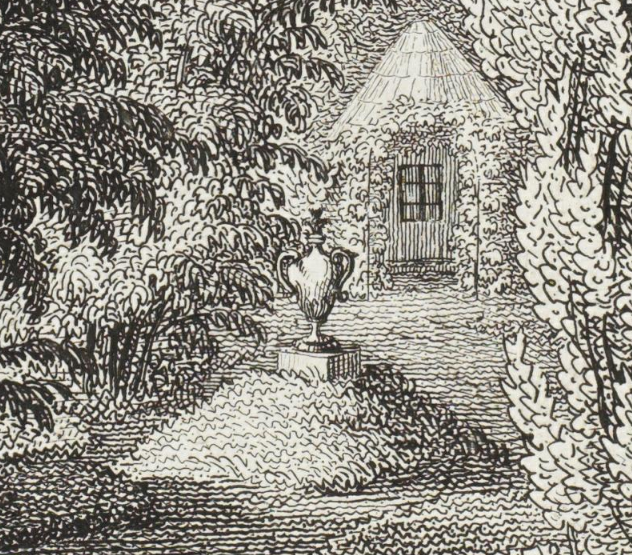
Mémorial à Hirschfeld dans le Seifersdorfer Garten, gravure sur cuivre de Darnstedt (1792, Ausschnitt)

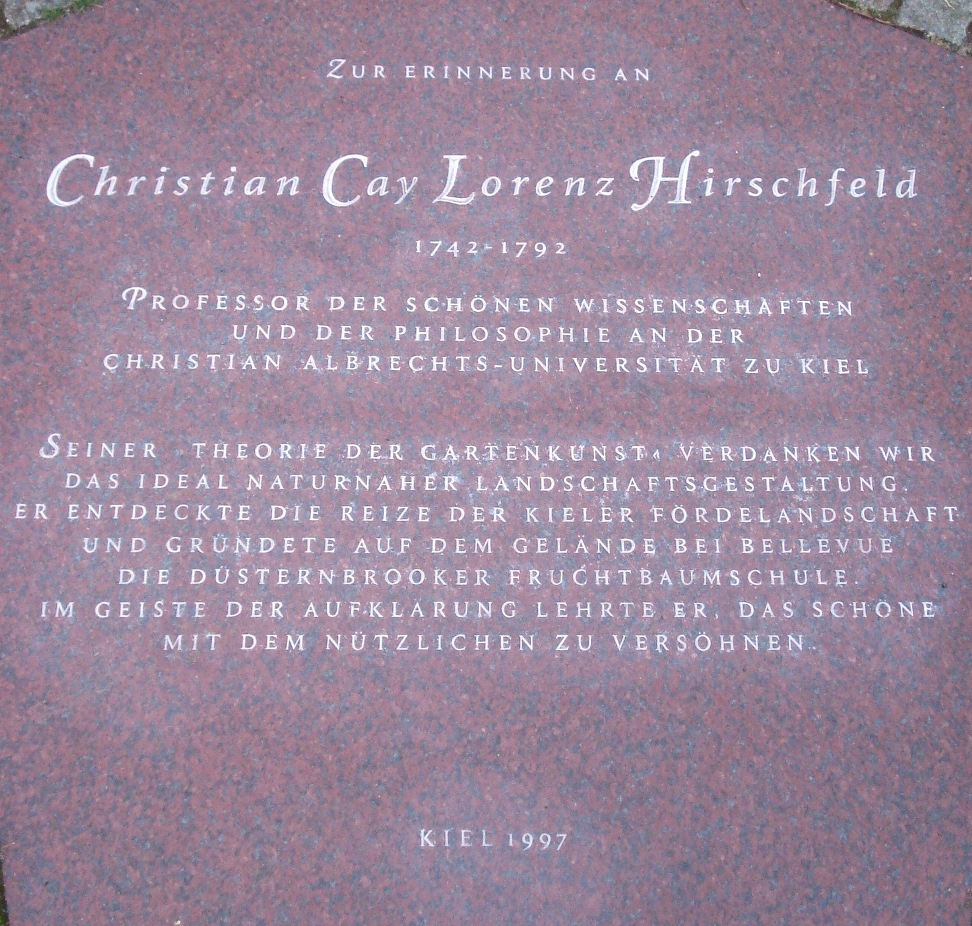
Plaque en son honneur à Kiel

L'architecte paysagiste Christina von Brühl (1756-1816) place un mémorial pour Hirschfeld dans son jardin du château de Seifersdorf de son vivant. Peu de temps après sa mort, le genre végétal Hirschfeldia porte son nom, formé d'une seule espèce, « H. incana », publié pour la première fois par Conrad Moench en 1794.
À l'occasion du bicentenaire de la mort de Hirschfeld, la ville de Kiel rebaptise un petit espace vert en bordure de son ancienne pépinière « Hirschfeld-Blick » (place Hirschfeld), dans lequel une petite plaque commémorative est placée en 1997. Depuis 2007, la Kieler Bürgerstiftung est décernée aux jardins publics tous les deux ans.

## Œuvres choisies

### Théories du jardinage et de l'aménagement paysager
- Das Landleben (1767; mehrfach erweitert et illustré, 1768, 1776)
- Briefe über die vornehmsten Merkwürdigkeiten der Schweiz ... (1769; nur ein Band erschienen)
- Anmerkungen über die Landhäuser et die Gartenkunst (1773)
- Theorie der Gartenkunst (1775, 1777; sogenannte « kleine Theorie »)
- Handbuch der Fruchtbaumzucht, 2 Teile (1788)
- Theorie der Gartenkunst, 5 Teile (1779-1785, 1990)
- Gartenkalender, 7 Ausgaben (1782-1789 ; ein weiterer Jahrgang als Kleine Gartenbibliothek, 1790)

### Philosophie morale
- Der Winter, une morale de vie (1769, 1775)
- Tractungen über die heroischen Tugenden (1770)
- Von der Gastfreundschaft, une excuse pour la menschheit (1777)

### En traduction
- Het zomer-buitenleven, voorgesteld au XVIII zedekundige vertoogen (1771 ; Das Landleben, néerlandais)
- Aanmerkingen over de landhuizen en tuinkunst (1779 ; Anmerkungen über die Landhäuser . . . , Néerlandais)
- Théorie de l'art des jardins, 5 volumes (1779-1785, 1973) Theorie der Gartenkunst, traduction française de Frédéric de Castillon
- Haandbog om frugttræers opelskning, 2 volumes (1790 et 1794 ; Handbuch der Fruchtbaumzucht, traduction danoise d'Andr. Svendsen)
- Landlivet (1823 ; Das Landleben, traduction libre en danois par Hans Chr. Héger)
- Théorie de la conception des jardins (2001 ; Theorie der Gartenkunst, traduction anglaise abrégée et introduction par Linda B. Parshall)